# Överbestämning (filosofi)
Överbestämning (tyska: Überdeterminierung) är ett begrepp som används av Sigmund Freud inom psykoanalysen och särskilt i boken Drömanalys från år 1899. Överbestämning innebär att en företeelse betingas av flera orsaker, det vill säga det föreligger fler orsaker än nödvändigt för att förklara företeelsen eller effekten. De drömmar en individ upplever under sömnen kan orsakas av nyligen upplevda händelser, djupt bortträngda trauman och omedvetna begär.
Den franske filosofen Louis Althusser applicerade begreppet överbestämning på marxistisk politisk teori. Han använder begreppet i essän Contradiction et surdétermination för att beskriva de mångbottnade – ofta motstridiga – krafter som präglar en given politisk situation.